# 息夫躬
息夫 躬（そくふ きゅう、? - 紀元前1年）は、前漢の人。字は子微。河内郡河陽県の人。漢の哀帝に仕えた。

## 略歴
若くして博士弟子となり、『春秋』を学んだ。壮麗な容貌で、周りから只者ではないと思われていた。
哀帝が即位した後、哀帝の傅皇后の父の孔郷侯傅晏と息夫躬が同郡の出身であったことから友人となり、息夫躬の交友関係が広がった。また、長安の孫寵が遊説で名を知られていたが、汝南太守を罷免された後、息夫躬と親しくなり、共に上書して哀帝に召し出された。
当時哀帝は病に苦しんでおり、中山王太后（平帝の祖母）が呪詛していると告げる者はあったが真偽は不明であった。また、無塩県で石がひとりでに立つということがあった。息夫躬と孫寵は皇帝の健康が優れないことから諸侯が陰謀を巡らせており、暗殺計画も起きようとしていると思い、それを告発すれば恩賞で列侯にもなれるであろうと考えた。そこで二人で東平王劉雲（東平思王劉宇の子）が皇帝を呪詛していると告発した。
哀帝はそのことを取り調べさせ、東平王らは罪に坐した。孫寵は南陽太守、息夫躬は光禄大夫・左曹給事中となった。哀帝は当時侍中の董賢を寵愛しており、彼を列侯にしてやりたかったので、息夫躬らの告発を受け取って哀帝に伝えたのが董賢であったことにし、董賢・息夫躬・孫寵を列侯とするよう詔を出した。これにより息夫躬は宜陵侯、孫寵は方陽侯となった。しかし丞相王嘉は元々東平王の事件に疑いを抱いており、董賢への寵愛が度を過ぎていること、息夫躬らがよこしまな人物であることを述べたが、王嘉はそれにより罪を得た。
息夫躬は哀帝に信任され、忌避することなく議論を述べたので、人々は彼の発言を恐れるようになった。彼は丞相王嘉・御史大夫賈延・左将軍公孫禄・司隷鮑宣らを批判した。また、水路を開くことで富国強兵が図られると説き、使者に命じられて長安城に水路を開いて水運に利用しようとしたが成功しないと議論が起こり、取りやめになった。
哀帝の董賢への寵愛は日々盛んになり、哀帝の外戚丁氏・傅氏は彼をその寵愛を疎ましく思った。そこで傅晏は息夫躬と謀り、輔政の地位を得ようとした。息夫躬は匈奴単于を騙して烏孫と匈奴を切り離す策を提案すると共に、天文から兵乱が起こると予測されることから大将軍を辺境に派遣して辺境の郡の綱紀を粛正し異民族を鎮撫すべきである、と述べた。左将軍公孫禄や丞相王嘉は反対したが哀帝は聞き入れず、傅晏を大司馬衛将軍、丁明を大司馬驃騎将軍に任命した。
しかし、任命したその日に日食があったことから董賢がその策を批判し、傅晏の官位は取り上げられ、丞相・御史大夫は息夫躬の罪を上奏した。哀帝は息夫躬らを憎むようになり、孫寵と息夫躬を罷免した。
封建された領国に行った息夫躬は、朝廷の政治を嘲笑し、天文を見て天子の吉凶を判断し、呪詛を行っていると告発された。元寿2年（紀元前1年）、哀帝は侍御史と廷尉監を派遣して彼を逮捕させ、洛陽で取り調べさせた。拷問をしようとしたところ、息夫躬は天を仰いで叫んだと思うと倒れ、見ると鼻や耳から血を流しており、しばらくして死亡した。共に謀議した者100人以上が連座し、母も呪詛をした罪で処刑された。妻や家族は合浦に配流され、同族で懇意にしていた者は罷免された。
孫寵も哀帝死後に列侯を奪われ合浦に配流された。